# LG Electronics
 (кореј. LG 전자) је јужнокорејска мултинационална компанија са седиштем у Јоидо-донгу који се налази у Сеулу у Јужној Кореји.
LG Electronics је део четврте по реду највеће јужнокорејске индустријске конгломерације (LG Corporation) и 2014. године је продаја достигла вредност од 55,91 милијарди долара. LG Electronics поседује компанију Zenith Electronics и контролише 37.9% LG Display. Од 2008. године LG Electronics остаје други по реду највећи светски произвођач ЛЦД телевизора. Компанија има 83 хиљаде радника.

## Историја

### 1958-1970
Компанија LG Electronics је основана 1958. године под називом GoldStar (кореј. 금성). Основана је након Kорејског рата како би држави која се обнављала, Кореји, обезбедила производе домаће производње, као што је бела техника. LG Electronics је произвео прве радио уређаје, телевизоре, фрижидере, веш машине и клима уређаје у Јужној Кореји.

### 1970-2000
У овом периоду, приход LG Electronics је достигао 100 милиона долара од извоза производа, по први пут у историји. Захваљујући глобализацији, компанија се брзо развијала, ширећи производњу преко океана, у САД, 1982. године. Деценију касније, 1994. године, GoldStar је променио име у LG Electronics и преузео нови лого. Убрзо, 1995. године, LG Electronics присваја Zenith Electronics, произвођача телевизора у Сједињеним Америчким Државама. LG Electronics 1998. године производи први плазма телевизор величине екрана од 60 инча.

### 2000-данас
LG Electronics има битну улогу у светској индустрији потрошачке електронике. Био је други највећи произвођач ЛЦД телевизора на свету 2013. године. Већ 2005. године, LG Electronics постаје један од 100 водећих светских брендова. Ова компанија 2010. године постаје део индустрије паметних телефона. Од тад наставља да развија разне електронске производе, као што је први УХД (енгл. Ultra-high-definition (UHD)) телевизор величине екрана од 84 инча на свету.
У јуну 2015. године, компанија LG Electronics се нашла у спору око поштовања људских права, када су британске новине Гардијан објавиле чланак Розе Морено, бивше раднице ове компаније у фабрици за производњу телевизора.
Крајем 2016. године, долази до спајања немачког огранка компаније (из Ратингена) и европског седишта (из Лондона) у један део у Ешборну, у предграђу Франкфурта на Мајни.
У марту 2017. године, LG Electronics је тужен услед неправилног поступања након што је дошло до кварова на новијим паметним телефонима као што су LG G4.
У новембру 2018. године донета је одлука да се прекине производња паметних телефона у Јужној Кореји како би се производња преместила у Вијетнам.

## Производи

### Телевизори
LG Electronics је започео продају ОЛЕД (енгл. Оrganic light-emitting diode (OLED)) телевизора 2013. године. Први интернет телевизори су представљени 2007. године, брендирани као "NetCast Entertainment Access" производи, који су касније преименовани у "LG Smart TV".
У новембру 2013. године откривено је да LG паметни телевизори прикупљају информације са повезаних USB меморија преносећи те информације до њихових сервера. Након објављивања чланка на блогу са датим информацијама, компанија се бранила објашњавајући да се прикупљене информације користе у сврху статистичке анализе.
LG Electronics је 2016. године у Индији започео продају телевизора који имају могућност да одбијају комарце. Ово је омогућено захваљујући ултразвучним таласима које су ти телевизори емитовали, а који су нечујни људима. Оваква врста телевизора је намењена потрошачима са мањим приходима који живе у условима где је заступљеност комараца већа.

### Преносни уређаји

#### Мобилни телефони и таблет рачунари
LG Electronics такође производи паметне телефоне и таблет рачунаре. У октобру 2013. године су представљени паметни телефони LG G3, као и G Flex, који је имао закривљен екран. У јануару 2014. године је најављен LG G2. Почетком јуна 2015. године је представљен LG G4. Модел V20 је представљен 2016. године, а модели V30 и G6 2017. године. Модели G7 и G8 су представљени 2018. и 2019. године.
LG је 2014. године представио три нова таблет рачунара која су имала могућност повезивања са паметним телефоном омогућавајући да се позиви и СМС поруке преносе са њега на таблет уређај.

#### Паметни сатови
LG и Google су 2014. године представили модел паметног сата LG G Watch који користи Андроид оперативни систем. Још два модела, LG G Watch R и LG Watch Urbane, су убрзо најављени.

### Кућни апарати
LG Electronics је такође и произвођач кућних апарата као што су: фрижидери, веш машине, усисивачи, клима уређаји и микроталасне пећи. У јуну 2014. године су представљени паметни кућни апарати који су омогућавали корисницима да путем паметних телефона контролишу наведене апарате.

## Маркетинг

### Спонзорства
LG Sports Limited, део LG Corporation, поседује Корејску Бејзбол Организацију.
У августу 2013. LG Electronics је најавио да ће спонзорисати фудбалски клуб Бајер Леверкузен немачке Бундеслиге. LG такође спонзорише Међународни савет за крикет, светско управљачко тело за крикет.
LG је у периоду од 2009. до 2013. године спонзорисао Формулу 1 као глобални партнер. Такође спонзорише Лондонску недељу моде.

## Еколошка евиденција
Аустралијски магазин, Choice magazine, у различитим тестовима популарних модела LG Electronics фрижидера, 2010. године открива да је потрошња енергије два модела била већа него што је компанија тврдила. Произвођач је био свестан проблема након чега је понудио надокнаду купцима ових модела. Слична ситуација се десила 2006. године, када је потрошња енергије била погрешно назначена на пет модела клима уређаја, због чега је компанија била приморана да надокнади штету потрошачима.

## Седиште у САД
Седиште компаније LG Electronics је било предвиђено да буде у САД, тачније у Инглвуд Клифсу који се налази у округу Берген у Њу Џерзију. Зграда седишта је требало да буде висока 44m. Компанија је захтевала изградњу еколошке зграде. План за изградњу је прихватила локална влада, међутим, јавност и представници владе Њу Џерзија нису били сагласни. Одбијајући захтев компаније LG, она потом подноси нови захтев за изградњу зграде висине 19.5m. Захтев је одобрен, након чега је уложено 300 милиона долара у изградњу седишта компаније у Инглвуд Клифсу. Изградња је започета убрзо, а завршена је крајем 2019. године.

## Слогани
- “Стављамо људе на прво место” (енгл. “We put people first”) (1997–1999)
- “Дигитално Ваши” ({{јез-енгл|“Digitally Yours”) (1999–2004)
- “Живот је добар” (енгл. “Life’s Good”) (1999–данас у Аустралији и 2004–данас у остатку света)